# Ferrovia Soultz-Haut-Rhin

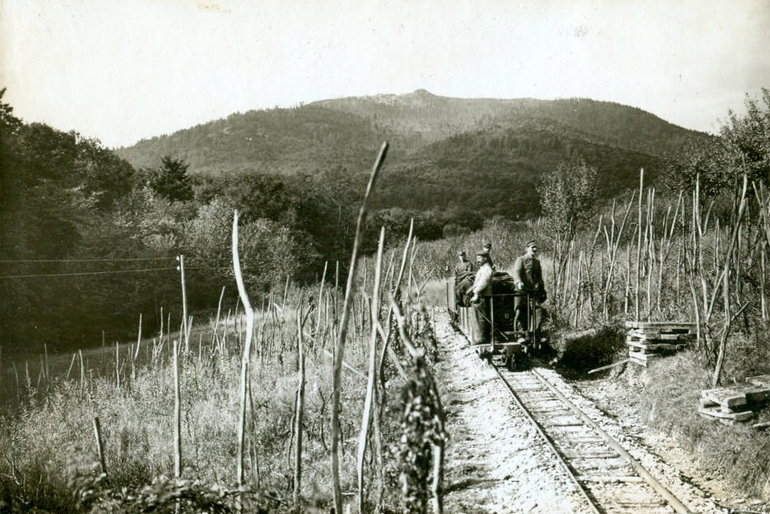
Ferrovia Soultz-Haut-Rhin

A Ferrovia Soultz-Haut-Rhin (em alemão Sulzerbahn) era uma longa ferrovia militar leve com bitola de 600 mm com 9,8 quilómetros que os alemães construíram e operaram durante a Primeira Guerra Mundial de Soultz-Haut-Rhin ao término de Niederwald abaixo de Hartmannswillerkopf, perto de Wattwiller, na Alsácia.

## Rota
O percurso começou em Soultz e percorreu a Rue de la Marne, a Promenade de la Citadelle e a Rue du Sudel. Ele cruzou o Wuenheimerbach a leste de Wuenheim numa ponte de pedra e depois correu para o sudoeste e oeste do Château d'Ollwiller até à estação Gaede, a estação inferior de um teleférico e as estações Waldfrieden, Alm e Niederwald.
Outra ferrovia de bitola estreita ia da estação Sproesser até Schlummerklippe, que era operada manualmente ou por cavalos.